# م. شادوز

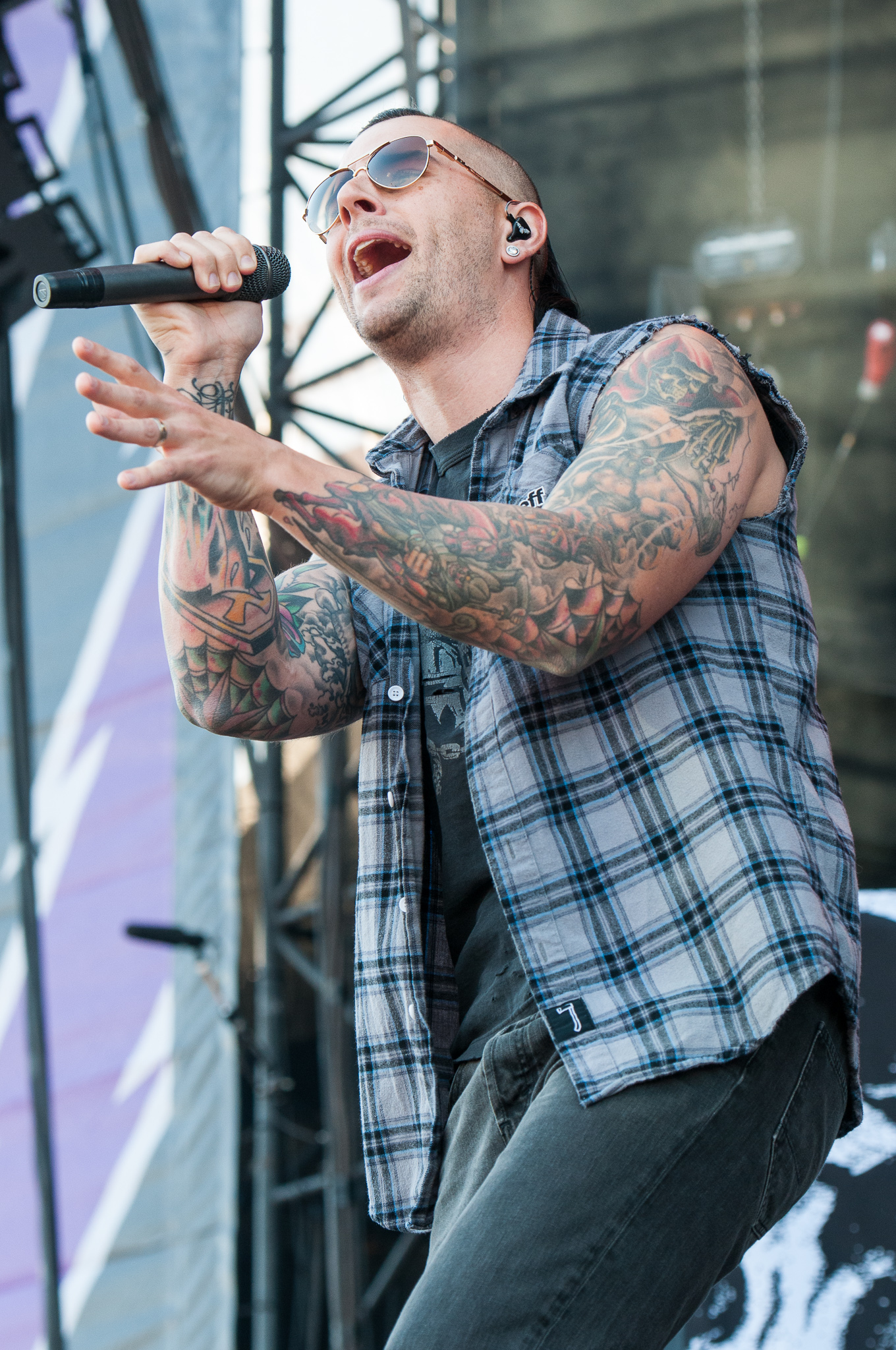

ماثيو تشارلز ساندرز (مواليد 31 يوليو 1981)، المعروف باسمه الفني م. شادوز هو مغني وكاتب أغاني أمريكي، يعد المغني الرئيسي والعضو المؤسس في فرقة الهيفي ميتال أفنجد سيفين فولد التي أسسها بعد تخرجه في عام 1999.
في عام 2017، حلت الفرقة في المركز الثالث في قائمة أفضل 25 مجموعة موسيقية معاصرة بواسطة موقع القيثارة النهائية الخاص بالموسيقى.

## حياته
بدأ شادوز بعزف البيانو في بداية عمره، ولكن شغفه لموسيقى الـ"روك" كبرت في داخله وبدأ يعزف القيثار. ويصرح بأن عزفه للبيانو في بداية عمره كان سببا رئيسيا في تقدمه في عزف القيثار ولعب دورا رئيسيا في صوته.
درس في ثانوية " Huntington Beach".

## روابط خارجية
- م. شادوز على موقع IMDb (الإنجليزية)
- م. شادوز على موقع ميوزك برينز (الإنجليزية)
- م. شادوز على موقع إن إن دي بي (الإنجليزية)
- م. شادوز على موقع أول ميوزيك (الإنجليزية)
- م. شادوز على موقع ديسكوغز (الإنجليزية)
- م. شادوز على موقع قاعدة بيانات الفيلم (الإنجليزية)